# 桑乔二世 (卡斯蒂利亚)
桑喬二世 （西班牙語：Sancho II，1036年—1072年10月7日），被稱為強者（el Fuerte），是卡斯蒂利亚（1065年–1072年在位）、萊昂（1072年）和加利西亚国王。

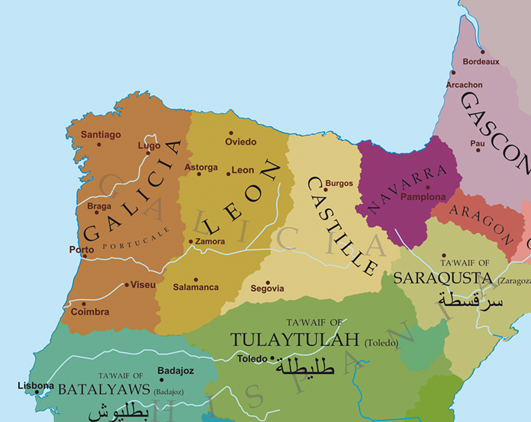
1065年伊比利亚半岛北部的地图:
加西亞二世的加利西亚王国
阿方索六世的莱昂王国
桑乔二世的卡斯蒂利亚王国
桑乔四世的纳瓦拉王国
桑喬·拉米雷斯的阿拉贡王国
泰法:
巴达霍斯泰法
塞维利亚泰法
托莱多泰法
萨拉戈萨泰法

## 家庭
他是卡斯蒂利亚的斐迪南一世的長子，母親是雷昂王位的繼承人桑查。他的妻子是阿尔韦塔，一位可能是外國或出身血緣不明的女性。
1065年，斐迪南一世逝世，他的王國被分為三份。桑喬繼承卡斯蒂利亚的王位，而他的弟弟阿方索繼承他們母親的遺產萊昂，年紀最小的弟弟加西亞則繼承了加利西亞。

## 统治
1068年，桑喬在三桑喬戰爭中擊敗了他的堂兄弟納瓦拉的桑喬四世和阿拉贡的桑喬一世。他奪回了他父親為了酬謝幫助對抗貝爾穆多三世，而交給加西亞（納瓦拉的桑喬四世的父親）的拉布雷瓦、拉里奥哈和阿拉瓦。同一年，他在良塔達戰役打敗了他的弟弟阿方索，但不久後他和阿方索聯手去征討加利西亞。1071年，他們勝利並且瓜分了加利西亞，不過桑喬後來轉向攻打阿方索。在他的御马者（alférez）熙德的幫助下，1072年他在戈爾佩赫拉戰役戰勝阿方索。接著他強迫將其流放到托莱多，並接收萊昂成為國王。在父親逝世後的六年內將三分的王國重新統一。
一些萊昂的反對勢力仍然存在著，1072年，桑喬很快便收復妹妹埃爾維拉統治的托羅，而他的姐姐烏拉卡，掌管薩莫拉卻出來反抗他的統治。於是桑喬包圍了薩莫拉展開圍城，然而一個名叫贝利多·多尔福斯的薩莫拉的貴族，在1072年10月6日暗殺了桑喬。當時贝利多·多尔福斯喬裝成逃兵以進入桑喬的營帳，並與桑喬有一個私下的會面來透露他有關薩莫拉城的防禦弱點。接著趁桑喬不注意時，他用國王自己的劍從背後刺殺了他。在熙德從背後追擊之下，他開始逃回薩莫拉，他從一個入口逃進城內，從此該通道被稱為“叛徒的入口”。桑喬的王位繼承人，是從前曾經被他廢黜的弟弟，阿方索六世。

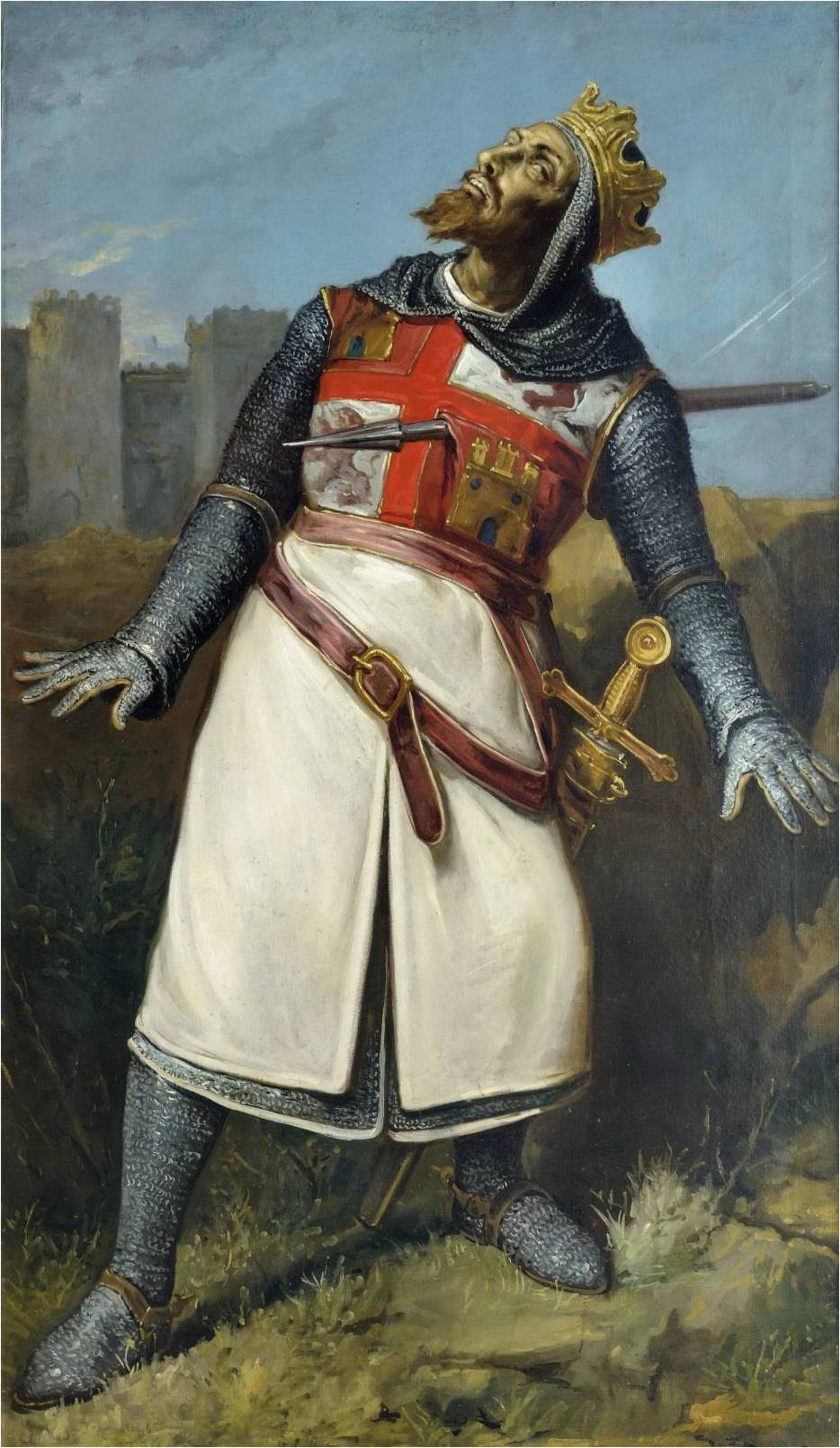
出現在西班牙塞哥維亞城堡內的桑喬二世雕刻